# Jean François-Poncet

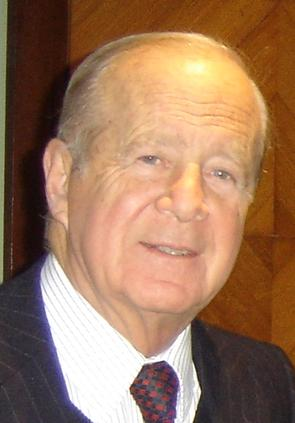
Jean François-Poncet

Jean François-Poncet (* 8. Dezember 1928 in Paris; † 18. Juli 2012 ebenda) war ein französischer Diplomat und Politiker (UDF, UMP). Er war von 1978 bis 1981 Frankreichs Außenminister, von 1983 bis 2011 Mitglied des Senats.

## Studium und Familie
Jean François-Poncet war der Sohn des Diplomaten und Publizisten André François-Poncet, der 1931–1938 französischer Botschafter im Deutschen Reich war. Infolgedessen verbrachte Jean einen wesentlichen Teil seiner Kindheit in Deutschland. Er studierte Rechts- und Wirtschaftswissenschaften an der Universität von Paris, dem Institut d’études politiques de Paris (Sciences Po) sowie der Wesleyan und der Tufts University in den USA. Er promovierte mit einer Arbeit über die deutsche Marktwirtschaft zum Doktor der Wirtschaftswissenschaften und absolvierte von 1953 bis 1955 die École nationale d’administration (ENA).
François-Poncet heiratete 1959 Marie-Thérèse de Mitry, die mütterlicherseits aus der lothringischen Industriellenfamilie de Wendel stammte. Ihre Schwester Hélène war mit François Missoffe verheiratet und ist die Mutter von Françoise de Panafieu. Jean und Marie-Thérèse François-Poncet bekamen drei Kinder.

## Diplomatische und Wirtschaftskarriere
François-Poncet trat 1955 als Botschaftssekretär in den diplomatischen Dienst ein. Später folgten Verwendungen als stellvertretender Stabschef (directeur adjoint du cabinet) des Staatssekretärs im Außenministerium sowie als Generalsekretär der französischen Delegation bei Verhandlungen zu den Römischen Verträgen zur Gründung der Europäischen Wirtschaftsgemeinschaft (EWG) und der Europäischen Atomgemeinschaft (EURATOM). Anschließend war er ab 1958 Unterabteilungsleiter für Europäische Organisationen in der Zentrale des Außenministeriums am Quai d’Orsay, 1961–63 leitete er eine Mission zur technischen Unterstützung in Marokko, dann war er bis 1965 Unterabteilungsleiter für Afrika im Außenministerium. Parallel lehrte er ab 1960 am Sciences Po. Nach einer Abordnung als Forschungsattaché an das Centre national de la recherche scientifique (1965–66) war er zuletzt 1969–1971 Botschaftsrat an der französischen Botschaft in Teheran.
1971 verließ François-Poncet den diplomatischen Dienst und war in den folgenden fünf Jahren Verwaltungsrat, Vizepräsident und schließlich Präsident und Generaldirektor bei dem führenden französischen Hersteller von Metallverpackungen, der Aktiengesellschaft Carnaud SA. Zudem war er Verwaltungsrat bei Marine-Wendel und der Groupe Worms.

## Politische Laufbahn

### Aufstieg zum Außenminister
Im Januar 1976 kehrte er in den Regierungsdienst zurück und wurde zunächst zum Staatssekretär des Außenministers Jean Sauvagnargues im ersten Kabinett von Jacques Chirac berufen. Bereits im August 1976 wurde er dann Generalsekretär des damaligen Staatspräsidenten Valéry Giscard d’Estaing im Élysée-Palast. Als unmittelbares Mitglied (adhérent directe) trat er dem von Giscard d’Estaing initiierten bürgerlichen Parteienbündnis Union pour la démocratie française (UDF) bei.
Am 29. November 1978 wurde er zum Nachfolger von Louis de Guiringaud als Außenminister in das Kabinett von Raymond Barre berufen. Dieses Amt übte er bis zur Niederlage Giscard d’Estaings bei der Präsidentschaftswahl im Mai 1981 aus. Ferner war er als Außenminister im ersten Halbjahr 1979 auch Präsident des Rats der Europäischen Union.

### Senator
Bereits 1978 wurde François-Poncet erstmals zum Präsidenten des Generalrats (Conseil général) des Départements Lot-et-Garonne gewählt. Dieses Amt übte er bis 1994 und dann erneut von 1998 bis 2004 aus.
1983 wurde er als Vertreter des Départements Lot-et-Garonne zum Senator gewählt. Er saß in der Fraktion Gauche démocratique (trotz ihres historischen Namens in der Mitte des politischen Spektrums positioniert), die sich 1989 in Rassemblement démocratique européen (RDE) und 1995 in Rassemblement démocratique et social européen (RDSE) umbenannte. Bei den Senatswahlen 1992 sowie 2001 wurde sein Mandat bestätigt. Er war 1986–2001 Vorsitzender des Senatsausschusses für Wirtschaftsangelegenheiten. Im Jahr 2002 wechselte er in die Fraktion der Union pour un mouvement populaire (UMP). Anschließend war er Vorsitzender der Delegation für Raumplanung und nachhaltige Entwicklung im Senat.
Darüber hinaus war François-Poncet seit 1991 Präsident des Mouvement Européen-France (ME-F), des französischen Zweigs der Europabewegung. Daneben verfasste er auch mehrere Artikel zu politischen Themen.

## Werk
- Quay d’Orsay 37. Erinnerungen und Betrachtungen für heute und morgen. Aus dem Französischen von Hermann Kusterer, Bouvier Verlag, Bonn 2010, ISBN 978-3-416-03292-6.